# Åsa Coenraads
Åsa Maria Devika Coenraads, född 6 april 1978 i Sri Lanka, är en svensk politiker (moderat). Hon var riksdagsledamot mellan 2010 och 2022, invald i riksdagen för Västmanlands läns valkrets. Coenraads har även varit ledamot av regionfullmäktige i Västmanland (2002–2021) för Moderaterna och ledamot av viltförvaltningsdelegationen (2010–2021).[källa behövs]
Som nytillträdd riksdagsledamot blev Coenraads först suppleant i miljö- och jordbruksutskottet. Hösten 2010 blev hon ordinarie ledamot i utskottet. Våren 2018 blev Coenraads ordinarie ledamot av trafikutskottet och ansvarig för luftfartsfrågor.
Coenraads flyttade till Ronneby kommun, Blekinge våren 2021 och fortsatte sitt uppdrag därifrån. Coenraads kandiderade för ytterligare en mandatperiod för Moderaterna i Blekinge och tog första plats på listan efter en votering på moderaternas nomineringsstämma.[källa behövs] Efter valet stod det dock klart att Camilla Brunsberg blev riksdagsledamot för Blekinge.
Coenraads ersatte den frånvarande Brunsberg i Riksdagen för Moderaterna i Blekinge 20241011- 20250112
Åsa Coenraads arbetar sedan 2023 som näringspolitisk expert på Svensk Handel.